# CG&GC
CG&GC IT este o companie de distribuție și servicii IT din România.
Compania oferă soluții integrate IT&C, activitatea sa acoperind întregul sector IT&C: echipamente hardware, soluții software pentru sectorul public și privat, servicii IT&C: consultanță service on site certificat de șapte producători internaționali, comunicații, cablare de rețea, securitate, training și formare profesională în domeniu.
CG&GC are sediul central în București și dispune de 18 centre de service.
Acționarii CG&GC sunt Cornel Giurgea (49,5%), Claudia Giurgea (40,5%) și Leo Leering (10%).
Leo Leering este directorul financiar al IBM Canada.
Cifra de afaceri în 2008: 192
Cifra de afaceri:
- 2007: 20 milioane euro[1]
- 2006: 15,5 milioane euro[2]
- 2002: 7, milioane euro[4]